# Apple A12 Bionic
Der Apple A12 Bionic ist ein 64-Bit-ARM-basiertes Ein-Chip-System (SoC), das von Apple entwickelt wurde. Es erschien erstmals im iPhone XR, im iPhone XS und im iPhone XS Max, die am 12. September 2018 veröffentlicht wurden. Es verfügt über zwei Hochleistungskerne, die nach Angaben von Apple um 15 %, nach Messungen um bis zu 40 % schneller sind als die im Apple A11 Bionic sowie vier energieeffiziente Kerne, die bis zu 50 % weniger Strom verbrauchen als die energieeffizienten Kerne im A11 Bionic; alle Kerne können gleichzeitig aktiv sein. Nachfolger ist der Apple A13 Bionic, Vorgänger der Apple A11 Bionic.

## Design

### A12
Der A12 Bionic verfügt über eine von Apple entwickelte 64-Bit-ARMv8.3-A-Sechskern-CPU mit zwei Hochleistungskernen, die Vortex heißen und mit bis zu 2,49 GHz takten, und vier energieeffizienten Kernen, Tempest genannt, die mit bis zu 1,59 GHz takten. Den Vortex-Kernen stehen je 128 KiB L1I- und L1D-Cache zur Verfügung, der gemeinsame L2-Cache ist 8 MiB groß. Den Tempest-Kernen stehen je 32 KiB L1I- und L1D- sowie ein gemeinsamer 2 MiB L2-Cache zur Verfügung.
Der A12 Bionic integriert auch einen von Apple entwickelten Vierkern-Grafikprozessor (GPU) mit bis zu 50 % besserer Grafikleistung als der Dreikern-Grafikprozessor im A11 Bionic.
Der A12 Bionic beinhaltet eine dedizierte neuronale Netzwerk-Hardware, die Apple als Next-Generation Neural Engine bezeichnet. Diese neuronale Netzwerk-Hardware hat nun acht statt zwei Kerne und die Leistung stieg von 0,6 TOps auf bis zu 5 TOps (Billionen Operationen pro Sekunde).
Im SoC ist der M12-Motion-Koprozessor integriert und ein dem gesamten SoC zur Verfügung stehender System-Cache ist 8 MiB groß.
Der A12 Bionic wird bei TSMC in einem 7-nm-FinFET-Verfahren N7 hergestellt und enthält 6,9 Milliarden Transistoren. Das SoC mit der Bezeichnung APL1W81 bildet zusammen mit dem LPDDR4X-RAM einen PoP (Package-on-Package), hergestellt in TSMCs InFO-Packaging-Verfahren, das Speicherinterface ist 64 Bit breit. Dabei gibt es eine Variante des A12 mit 3 GiB RAM, verbaut im iPhone XR, dem iPad Air (2019), dem iPad mini (2019) und dem iPad (2020), und eine Variante mit 4 GB, verbaut im iPhone XS und iPhone XS Max.
In den Apple-SoCs S4 und S5 sind je zwei Tempest-Kerne als CPU verbaut. 

### A12X
Gegenüber dem A12 Bionic hat Apple im A12X Bionic die Anzahl der Vortex-Kerne von zwei auf vier und die Anzahl der GPU-Shadercluster von vier auf sieben erhöht, das  vorhandene achte Cluster ist deaktiviert. Auf den extern angebundenen, 4 GB oder 6 GB großen Arbeitsspeicher wird mit einem 128 bit breiten Bus zugegriffen. Der SoC trägt die Bezeichnung APL1083, wird ebenfalls bei TSMC im 7-nm-FinFET-Prozess hergestellt und enthält 10 Milliarden Transistoren; er sitzt mit den beiden RAM-Bausteinen auf einem gemeinsamen Träger (2.5D Packaging).

### A12Z
Der Apple A12Z Bionic ist ein 64-Bit-Arm-basiertes System auf einem Chip (SoC), das auf dem A12X beruht. Es erschien erstmals im iPad Pro (März 2020).
Der Chip bietet eine verbesserte Grafikleistung durch das Freischalten des achten GPU-Kerns auf dem ansonsten mit dem des A12X identischen Die. Dies ermöglicht eine verbesserte Bedienbarkeit bei Aufgaben wie 4K-Videobearbeitung, -Rendering und AR-Funktionen (Augmented Reality). Das Packaging ist dasselbe wie beim A12X, der A12Z Bionic wird aber ausschließlich mit 6 GB LPDDR4X-RAM kombiniert. Die Bezeichnung APL1083 wurde beibehalten.
Im Juni 2020 kündigte Apple ein Developer Transition Kit an, in dem ein A12Z mit 16 GB RAM kombiniert wird; das Betriebssystem wird macOS 11 Big Sur sein.

## Produkte mit verbautem A12-Bionic-Chip
- iPhone XR
- iPhone XS
- iPhone XS Max
- iPad Mini (5. Generation)
- iPad Air (3. Generation)
- iPad (8. Generation)
- Apple TV 4K (2. Generation)[3]

## Produkte mit verbautem A12X-Bionic-Chip
- iPad Pro 11" (1. Generation)
- iPad Pro 12.9" (3. Generation)[4]

## Produkte mit verbautem A12Z-Bionic-Chip
- iPad Pro 11" (2. Generation)
- iPad Pro 12.9" (4. Generation)[5]